# NGC 3573
NGC 3573 est une très vaste galaxie lenticulaire vue par la tranche et située dans la constellation du Centaure. NGC 3573 a été découverte par l'astronome britannique John Herschel en 1835.

## Caractéristiques
NGC 3573 présente une large raie HI et c'est une galaxie LINER, c'est-à-dire une galaxie dont le noyau présente un spectre d'émission caractérisé par de larges raies d'atomes faiblement ionisés.

### Distance
Sa vitesse par rapport au fond diffus cosmologique est de 2 812 ± 24 km/s, ce qui correspond à une distance de Hubble de 41,5 ± 2,9 Mpc (∼135 millions d'al).
À ce jour, neuf mesures non basées sur le décalage vers le rouge (redshift) donnent une distance de 41,933 ± 7,930 Mpc (∼137 millions d'al), ce qui est à l'intérieur des valeurs de la distance de Hubble.

## Groupe de NGC 3557
NGC 3573 est une galaxie du groupe de NGC 3557 qui compte au moins 11 galaxies dont NGC 3533, NGC 3557, NGC 3564 et NGC 3568.